# Julien-Amable Mathieu
Julien-Amable Mathieu (Versalles, 31 de gener de 1734 - [...?], 9 de setembre de 1811) fou violinista i compositor francès.
La seva mare era cantatriu i el seu pare músic violinista de la Capella Reial, els quals li ensenyaren els primers passos musicals. Als catorze anys entrà com a primer violinista d'aquella capella reial, i més tard en fou mestre de capella. També va ser un molt bon compositor el seu germà Michel-Julien Mathieu.
Deixà dues col·leccions de sonates per a violí, altres dues de trios per a instruments de corda, quartets, simfonies, concerts, motets i una missa a gran orquestra.